# Pallacanestro Virtus Roma 2015-2016
Questa voce raccoglie le informazioni riguardanti la Pallacanestro Virtus Roma nelle competizioni ufficiali della stagione 2015-2016.

## Stagione
La stagione 2015-2016 della Pallacanestro Virtus Roma sponsorizzata Acea, è la 3ª (la 1ª dal 1979-80)  nel campionato cadetto italiano di pallacanestro, la Serie A2, per la squadra capitolina.
La Virtus, in A2 dopo 35 anni di massima serie, inizia la stagione nel peggiore dei modi: sotto la gestione di Guido Saibene arrivano 4 sconfitte consecutive, nelle quali solo una volta la squadra ha raggiunto i 70 punti. Dati gli scarsi risultati, Saibene viene sostituito da Attilio Caja, già allenatore negli anni 90. Caja, dopo due sconfitte sul filo di lana contro Casalpusterlengo (ai supplementari) e Agropoli (di un punto dopo una tripla di Tavernari allo scadere), porta la squadra a reagire alla serie negativa con 5 vittorie di fila, l'ultima delle quali al Palatiziano contro la storica rivale Siena per 68-50 dopo una superba prestazione, su tutti, di Craig Callahan. La prima parte della stagione si conclude con due sconfitte contro Trapani e Latina e due vittorie contro la capolista Scafati e Casale Monferrato. Anche la seconda parte della stagione parte male, con tre sconfitte di fila, tra cui una (contro Agrigento) dopo due supplementari. Ma nella diciannovesima giornata, la Virtus torna alla vittoria contro i rivali di Rieti (88-63 il risultato) in una prestazione in cui i soli Voskuil, Maresca e Olasewere hanno segnato più di tutta la squadra avversaria. Dopo una sconfitta contro Casalpusterlengo, di nuovo ai supplementari, arriva una vittoria molto convincente contro Agropoli. Infatti, contro la squadra che all'andata aveva vinto allo scadere, la Virtus si impone contro i campani per 93-55 dopo una prestazione corale da incorniciare. Dopo un'altra vittoria casalinga contro Reggio Calabria e una sconfitta a Biella, arriva una bellissima vittoria al Palazzetto contro Barcellona per 71-68, con Alan Voskuil (season high con 32 punti e 44 di valutazione) che ruba a Loubeau una palla che avrebbe portato i siciliani alla vittoria. Dopo la vittoria per 87-75 a Omegna, la Virtus perde 77-76 a Siena. Sono le ultime 4 partite a decidere le sorti della squadra, che alla ventiseiesima giornata può andare sia ai playoff per la promozione in A sia ai playout per salvarsi dalla Serie B. Ma due sconfitte contro Trapani (di un punto) e contro Latina, riducono le speranze della Virtus di andare ai playoff. A queste sconfitte segue la vittoria contro Scafati, ancora al comando nella A2 Ovest, per 72-57. A questo punto per la Virtus c'è ancora tutto da decidere, ma la sconfitta contro Casale per 80-58, unita alle vittorie di Casalpusterlengo contro Latina e di Reggio Calabria contro Rieti, condanna la squadra addirittura ai playout in A2

### Playout
La Virtus è quindi costretta ai playout contro Recanati con il beneficio del fattore campo. Viene acquistato da Rieti Dalton Pepper che non giocherà nessuna partita. Dopo la vittoria in gara-1 per 64-51, arriva la vittoria dei marchigiani che espugnano il Palatiziano vincendo per 71-69. Dopo gara-3, vinta facilmente dai padroni di casa per 102-95, viene inspiegabilmente sospeso Attilio Caja che viene rimpiazzato dal vice Esposito. L'allenatore napoletano, che si ritrova improvvisamente la squadra tra le mani in quello che forse è il momento peggiore di sempre per la squadra capitolina, non riesce a portare i suoi giocatori alla vittoria in gara-4, condannati quindi all'ultima spiaggia contro Omegna. Esposito tenta di cambiare qualcosa, dando più minuti (e anche più punti) a Simone Flamini. La Virtus vince gara-1 per 84-73 con 24 punti di Olasewere e 20 di Voskuil. I romani portano a casa agevolmente anche gara-2 per 85-74 con 24 punti di Callahan. In Gara-3, La Virtus parte male mentre la Fulgor, spinta da Ramon Galloway, si porta in vantaggio per 20-5. Il distacco viene mantenuto fino alla fine del secondo quarto, quando la Virtus, a cavallo tra il secondo e il terzo quarto, completa la rimonta da -15 a +2. Il quarto quarto vede Omegna rallentare e quasi arrendersi mentre la Virtus vince per 69-58, riuscendo a salvarsi in una stagione tormentata.

## Roster
| Virtus Roma 2015-16 | Virtus Roma 2015-16 |
| Giocatori           | Staff tecnico       |
| ------------------- | ------------------- |

| N. | Naz.                                          | Ruolo | Nome                 | Anno | Alt.   | Peso   |  |
| -- | --------------------------------------------- | ----- | -------------------- | ---- | ------ | ------ |  |
| 1  | Nigeria (bandiera) · Stati Uniti (bandiera)   | AG    | Jamal Olasewere      | 1991 | 201 cm | 98 kg  |  |
| 6  | Italia (bandiera)                             | P     | Guido Meini          | 1979 | 188 cm | 90 kg  |  |
| 9  | Italia (bandiera)                             | AP    | Giuliano Maresca (C) | 1981 | 192 cm | 86 kg  |  |
| 10 | Italia (bandiera)                             | G     | Ennio Leonzio        | 1994 | 191 cm | 78 kg  |  |
| 13 | Stati Uniti (bandiera) · Italia (bandiera)    | C     | Craig Callahan       | 1981 | 204 cm | 105 kg |  |
| 16 | Italia (bandiera)                             | AP    | Eugenio Mastrelli    | 1995 |        |        |  |
| 17 | Italia (bandiera)                             | AP    | Simone Flamini       | 1982 | 200 cm | 94 kg  |  |
| 18 | Italia (bandiera)                             | AG    | Gabriele Benetti     | 1995 | 200 cm | 94 kg  |  |
| 20 | Danimarca (bandiera) · Stati Uniti (bandiera) | G     | Alan Voskuil         | 1986 | 191 cm | 80 kg  |  |
| 21 | Italia (bandiera)                             | AP    | Riccardo Casagrande  | 1988 | 196 cm | 90 kg  |  |
| 32 | Italia (bandiera)                             | P     | Simone Bonfiglio     | 1988 | 180 cm | 74 kg  |  |
| 38 | Italia (bandiera)                             | C     | Davide Zambon        | 1978 | 202 cm | 100 kg |  |

| Allenatore |
| - Guido Saibene (fino al 26 ottobre), - Attilio Caja (fino al 7 maggio), - Riccardo Esposito (fino a fine stagione). |
| Assistente/i |
| - Riccardo Esposito (fino al 7 maggio), - Umberto Zanchi Legenda - (C) Capitano - (IN) Inattivo - Infortunato Roster |

## Mercato

### Sessione estiva
| Acquisti | Acquisti            | Acquisti           | Acquisti   | Acquisti |
| R.       | Nome                | da                 | Modalità   |          |
| -------- | ------------------- | ------------------ | ---------- | -------- |
| AP       | Giuliano Maresca    | Barcellona         | definitivo |          |
| AP       | Riccardo Casagrande | Pall. Senigallia   | definitivo |          |
| P        | Guido Meini         | Trapani Shark      | definitivo |          |
| P        | Simone Bonfiglio    | Basket Montichiari | definitivo |          |
| AG       | Gabriele Benetti    | Virtus Bologna     | prestito   |          |
| AG       | Jamal Olasewere     | Hapoel Givataim    | definitivo |          |
| G        | Ennio Leonzio       | Barcellona         | definitivo |          |
| G        | Alan Voskuil        | Pall. Biella       | definitivo |          |
| C        | Craig Callahan      | Pall. Varese       | definitivo |          |
| C        | Davide Zambon       | Pienne Basket      | definitivo |          |

| Cessioni | Cessioni         | Cessioni                  | Cessioni   | Cessioni |
| R.       | Nome             | a                         | Modalità   |          |
| -------- | ---------------- | ------------------------- | ---------- | -------- |
| G        | Austin Freeman   | Viola R. Calabria         | definitivo |          |
| AP       | Melvin Ejim      | Reyer Venezia             | definitivo |          |
| A        | Bobby Jones      | Juvecaserta               | definitivo |          |
| G        | Ramel Curry      | Al Mouttahed Tripoli      | definitivo |          |
| P        | Lorenzo D'Ercole | Dinamo Sassari            | definitivo |          |
| AP       | Daniele Sandri   | Casalpusterlengo          | definitivo |          |
| C        | Maxime De Zeeuw  | ČEZ Nymburk               | definitivo |          |
| C        | Oleksandr Kuščev | Basket Bassano del Grappa | definitivo |          |
| AP       | Mika Vukona      | Nelson Giants             | definitivo |          |
| P        | Rok Stipčević    | Dinamo Sassari            | definitivo |          |
| C        | Jordan Morgan    | Herm. Nantes              | definitivo |          |
| C        | Rei Pullazi      | Bergamo B. 2014           | definitivo |          |
| C        | Ndudi Ebi        | Auxilium Torino           | definitivo |          |

### Dopo l'inizio della stagione
| Acquisti | Acquisti       | Acquisti     | Acquisti            | Acquisti |
| R.       | Nome           | da           | Modalità            |          |
| -------- | -------------- | ------------ | ------------------- | -------- |
| A        | Simone Flamini |              | svincolato          |          |
| G        | Dalton Pepper  | N.P.C. Rieti | prestito (play-out) |          |

## Risultati

### Serie A2

#### Regular season

##### Girone di andata
| Arbitri: | G. Ciaglia (Caserta) M. Belfiore (Napoli) A. Dionisi (Fabriano, AN) |

|                 |            |           |
| Olasewere 17    | Punti      | 13 Garri  |
| sei giocatori 1 | Assist     | 4 Garri   |
| Callahan 8      | Rimbalzi   | 11 Brooks |
| Saibene         | Allenatori | Cavina    |

| Arbitri: | S. Ursi (Livorno) A. Perciavalle (Torino) A. Pilati |

|           |            |                      |
| Gigli 17  | Punti      | 19 Callahan, Voskuil |
| Bowers 5  | Assist     | 3 Meini              |
| Raymond 8 | Rimbalzi   | 9 Benetti            |
| Fucà      | Allenatori | Saibene              |

| Arbitri: | non associato J. Pazzaglia (Cattolica, RN) F. Meneghini (Thiene, VI) |

|             |            |                |
| Voskuil 12  | Punti      | 21 Saccaggi    |
| Olasewere 4 | Assist     | 6 Chiarastella |
| Olasewere 6 | Rimbalzi   | 9 Eatherton    |
| Saibene     | Allenatori | Ciani          |

| Arbitri: | L. Bonfante L. Maffei (Udine) C. Maschietto |

|               |            |                       |
| Mortellaro 17 | Punti      | 12 Olasewere, Voskuil |
| Pepper 7      | Assist     | 4 Voskuil             |
| Mortellaro 11 | Rimbalzi   | 7 Olasewere           |
| Nunzi         | Allenatori | Saibene               |

| Arbitri: | C. Cappello (Agrigento) C. Di Toro (Roma) non associato |

|              |            |           |
| Olasewere 25 | Punti      | 24 Sandri |
| Voskuil 7    | Assist     | 12 Fultz  |
| Callahan 12  | Rimbalzi   | 11 Austin |
| Caja         | Allenatori | Finelli   |

| Arbitri: | A. Migotto A. Scrima (Catanzaro) M. Vita (Ancona) |

|              |            |                    |
| Roderick 17  | Punti      | 18 Voskuil         |
| Roderick 5   | Assist     | 2 Bonfiglio, Meini |
| Trasolini 11 | Rimbalzi   | 11 Olasewere       |
| Paternoster  | Allenatori | Caja               |

| Arbitri: | A. Nicolini (Palermo) S. Wassermann (Maniago, PN) G. Vanni Degli Onesti |

|                  |            |                      |
| Callahan 22      | Punti      | 27 Ferguson          |
| Meini, Voskuil 4 | Assist     | 3 Ferguson, La Torre |
| Callahan 8       | Rimbalzi   | 7 Hall               |
| Caja             | Allenatori | Carrea               |

| Arbitri: | N. Beneduce (Caserta) M. Martellosio (Milano) F. Ferretti (Sant'Omero, TE) |

|             |            |             |
| Brackins 18 | Punti      | 30 Voskuil  |
| Dobbins 12  | Assist     | 4 Meini     |
| Dobbins 7   | Rimbalzi   | 9 Olasewere |
| Benedetto   | Allenatori | Caja        |

| Arbitri: | E. Bartoli (Trieste) A. Tirozzi (Napoli) D. Foti (Milano) |

|            |            |                      |
| Loubeau 26 | Punti      | 24 Voskuil           |
| Smith 3    | Assist     | 4 Callahan, Maresca  |
| Loubeau 9  | Rimbalzi   | 6 Olasewere, Voskuil |
| Bartocci   | Allenatori | Caja                 |

| Arbitri: | M. Moretti (Marsciano, PG) G. Pepponi (Assisi, PG) S. Nuara (Genova) |

|              |            |               |
| Maresca 25   | Punti      | 24 Zanelli    |
| Voskuil 5    | Assist     | 5 Cappelletti |
| Olasewere 10 | Rimbalzi   | 11 Smith      |
| Caja         | Allenatori | Magro         |

| Arbitri: | F. Brindisi (Torino) M. Belfiore (Napoli) A. Dionisi (Fabriano, AN) |

|             |            |                      |
| Callahan 24 | Punti      | 14 Bryant            |
| Voskuil 5   | Assist     | 3 Bucarelli, Roberts |
| Olasewere 9 | Rimbalzi   | 6 tre giocatori      |
| Caja        | Allenatori | Ramagli              |

| Arbitri: | M. Galasso (Siena) A. Bongiorni (Pisa) D. Maschio (Firenze) |

|                   |            |             |
| Mays 41           | Punti      | 15 Maresca  |
| Mays, Tommasini 4 | Assist     | 3 Maresca   |
| Filloy 9          | Rimbalzi   | 10 Callahan |
| Ducarello         | Allenatori | Caja        |

| Arbitri: | C. Borgo (EE) C. Maschietto M. Marton (Conegliano Veneto, TV) |

|             |            |                       |
| Maresca 27  | Punti      | 23 Tavernelli         |
| Bonfiglio 6 | Assist     | 6 Pastore, Tavernelli |
| Callahan 9  | Rimbalzi   | 5 Mosley, Stanback    |
| Caja        | Allenatori | Gramenzi              |

| Arbitri: | M. Boninsegna (Milano) R. Radaelli (Rho, MI) D. Scudiero |

|                            |            |            |
| Mayo 18                    | Punti      | 24 Voskuil |
| Baldassarre, Spizzichini 4 | Assist     | 6 Maresca  |
| Simmons 9                  | Rimbalzi   | 9 Callahan |
| Perdichizzi                | Allenatori | Caja       |

| Arbitri: | N. Beneduce (Caserta) A. Ascione A. Costa (Livorno) |

|                     |            |             |
| Callahan 19         | Punti      | 12 Blizzard |
| quattro giocatori 3 | Assist     | 4 Tomassini |
| Olasewere 14        | Rimbalzi   | 10 Fall     |
| Caja                | Allenatori | Ramondino   |

##### Girone di ritorno
| Arbitri: | L. Bonfante A. Migotto S. Barone |

|             |            |                    |
| Spissu 12   | Punti      | 16 Callahan        |
| Iannilli 2  | Assist     | 1 cinque giocatori |
| Iannilli 10 | Rimbalzi   | 10 Olasewere       |
| Cavina      | Allenatori | Caja               |

| Arbitri: | M. Filippini D. Foti (Milano) U. Tallon (Motta di Livenza, TV) |

|                  |            |            |
| Callahan 17      | Punti      | 20 Raymond |
| Meini, Voskuil 3 | Assist     | 7 Imbrò    |
| Callahan 10      | Rimbalzi   | 10 Gigli   |
| Caja             | Allenatori | Ansaloni   |

| Arbitri: | M. Moretti (Marsciano, PG) C. Di Toro (Roma) G. Marota (San Benedetto del Tronto, AP) |

|                        |            |             |
| Evangelisti, Martin 27 | Punti      | 22 Maresca  |
| Piazza 5               | Assist     | 4 Maresca   |
| Eatherton 12           | Rimbalzi   | 13 Callahan |
| Ciani                  | Allenatori | Caja        |

| Arbitri: | A. Perciavalle (Torino) C. Cappello (Agrigento) S. Patti (Siracusa) |

|              |            |           |
| Voskuil 26   | Punti      | 27 Pepper |
| Meini 9      | Assist     | 4 Pepper  |
| Olasewere 10 | Rimbalzi   | 9 Buckles |
| Caja         | Allenatori | Nunzi     |

| Arbitri: | non associato A. Caforio (Brindisi) C. Maschietto |

|             |            |             |
| Jackson 24  | Punti      | 31 Voskuil  |
| Fultz 6     | Assist     | 6 Meini     |
| Chiumenti 7 | Rimbalzi   | 6 Olasewere |
| Finelli     | Allenatori | Caja        |

| Arbitri: | A. Nicolini (Palermo) M. Rudellat (Nuoro) D. Scudiero |

|                       |            |              |
| Voskuil 18            | Punti      | 17 Tavernari |
| Meini 7               | Assist     | 3 Roderick   |
| Callahan, Olasewere 6 | Rimbalzi   | 13 Trasolini |
| Caja                  | Allenatori | Paternoster  |

| Arbitri: | F. Terranova (Ragusa) A. Tirozzi (Napoli) A. Pilati |

|              |            |                      |
| Olasewere 28 | Punti      | 26 Brackins          |
| Voskuil 9    | Assist     | 6 Adegboye           |
| Callahan 7   | Rimbalzi   | 8 Adegboye, Brackins |
| Caja         | Allenatori | Frates               |

| Arbitri: | M. Boninsegna (Milano) A. Saraceni (Bologna) F. Ferretti (Sant'Omero, TE) |

|                      |            |              |
| De Vico, Ferguson 18 | Punti      | 19 Olasewere |
| Venuto 6             | Assist     | 6 Voskuil    |
| Saunders 8           | Rimbalzi   | 6 Voskuil    |
| Carrea               | Allenatori | Caja         |

| Arbitri: | A. Masi (Firenze) M. Marton (Conegliano Veneto, TV) L. Solfanelli (Livorno) |

|              |            |             |
| Voskuil 32   | Punti      | 28 Migliori |
| Meini 5      | Assist     | 5 Centanni  |
| Olasewere 10 | Rimbalzi   | 10 Loubeau  |
| Caja         | Allenatori | Trimboli    |

| Arbitri: | S. Ursi (Livorno) F. Brindisi (Torino) F. Meneghini (Thiene, VI) |

|            |            |              |
| Zanelli 22 | Punti      | 34 Olasewere |
| Smith 6    | Assist     | 6 Meini      |
| Smith 8    | Rimbalzi   | 10 Olasewere |
| Magro      | Allenatori | Caja         |

| Arbitri: | G. Pepponi (Assisi, PG) S. Wassermann (Maniago, PN) S. Barone |

|              |            |             |
| Bryant D. 26 | Punti      | 21 Callahan |
| Roberts C. 6 | Assist     | 4 Meini     |
| Diliegro 12  | Rimbalzi   | 8 Olasewere |
| Ramagli      | Allenatori | Caja        |

| Arbitri: | M. Belfiore (Napoli) N. Beneduce (Caserta) S. Patti (Siracusa) |

|             |            |             |
| Voskuil 25  | Punti      | 24 Mays     |
| Meini 3     | Assist     | 5 Mays      |
| Olasewere 7 | Rimbalzi   | 7 Filloy D. |
| Caja        | Allenatori | Ducarello   |

| Arbitri: | A. Nicolini (Palermo) A. Bongiorni (Pisa) A. Dionisi (Fabriano) |

|              |            |              |
| Uglietti 17  | Punti      | 34 Olasewere |
| Tavernelli 8 | Assist     | 3 Maresca    |
| Novačić 6    | Rimbalzi   | 15 Olasewere |
| Gramenzi     | Allenatori | Caja         |

| Arbitri: | G. Ciaglia (Caserta) D. Yang Yao (Rimini) A. Saraceni (Bologna) |

|              |            |               |
| Bonfiglio 16 | Punti      | 14 Mayo       |
| Voskuil 7    | Assist     | 3 Spizzichini |
| Voskuil 9    | Rimbalzi   | 12 Simmons    |
| Caja         | Allenatori | Perdichizzi   |

| Arbitri: | C. Borgo (EE) C. Di Toro (Roma) P. Pecorella (Trani) |

|              |            |             |
| Martinoni 18 | Punti      | 25 Callahan |
| Bray 7       | Assist     | 3 Bonfiglio |
| Fall 11      | Rimbalzi   | 7 Callahan  |
| Ramondino    | Allenatori | Caja        |

#### Play-out

##### Primo turno
| Arbitri: | A. Masi (Firenze) S. Wassermann (Maniago, PN) A. Bongiorni (Pisa) |

|              |            |           |
| Olasewere 20 | Punti      | 16 Smith  |
| Bonfiglio 4  | Assist     | 3 Smith   |
| Olasewere 12 | Rimbalzi   | 11 Lawson |
| Caja         | Allenatori | Sacco     |

| Arbitri: | E. Bartoli (Trieste) F. Terranova (Ragusa) D. Yang Yao (Rimini) |

|            |            |           |
| Voskuil 22 | Punti      | 24 Lawson |
| Meini 8    | Assist     | 7 Traini  |
| Voskuil 10 | Rimbalzi   | 11 Lawson |
| Caja       | Allenatori | Sacco     |

| Arbitri: | S. Ursi (Livorno) F. Brindisi (Torino) R. Radaelli (Rho, MI) |

|           |            |                       |
| Smith 24  | Punti      | 21 Olasewere          |
| Smith 6   | Assist     | 6 Meini               |
| Lawson 11 | Rimbalzi   | 7 Callahan, Olasewere |
| Sacco     | Allenatori | Caja                  |

| Arbitri: | E. Boscolo (Chioggia, VE) N. Beneduce (Caserta) M. Rudellat (Nuoro) |

|           |            |              |
| Smith 28  | Punti      | 23 Olasewere |
| Casini 6  | Assist     | 4 Meini      |
| Lawson 10 | Rimbalzi   | 7 Callahan   |
| Sacco     | Allenatori | Esposito     |

##### Secondo turno
| Arbitri: | M. Moretti (Marsciano, PG) S. Wassermann (Maniago, PN) A. Caforio (Brindisi) |

|              |            |               |
| Olasewere 24 | Punti      | 20 Gurini     |
| Meini 8      | Assist     | 4 Cappelletti |
| Olasewere 11 | Rimbalzi   | 7 Gurini      |
| Esposito     | Allenatori | Faina         |

| Arbitri: | A. Masi (Firenze) C. Di Toro (Roma) L. Maffei (Udine) |

|             |            |                |
| Callahan 24 | Punti      | 17 Cappelletti |
| Meini 6     | Assist     | 5 Galloway     |
| Olasewere 8 | Rimbalzi   | 7 Marusic      |
| Esposito    | Allenatori | Faina          |

| Arbitri: | M. Boninsegna (Milano) N. Beneduce (Caserta) D. Foti (Milano) |

|                          |            |              |
| Cappelletti 18           | Punti      | 21 Olasewere |
| Cappelletti, Iannuzzi 2  | Assist     | 4 Olasewere  |
| Cappelletti, Galmarini 6 | Rimbalzi   | 11 Olasewere |
| Faina                    | Allenatori | Esposito     |